# Seattle SuperSonics 2001-2002
La stagione 2001-02 dei Seattle SuperSonics fu la 35ª nella NBA per la franchigia.
I Seattle SuperSonics arrivarono quarti nella Pacific Division della Western Conference con un record di 45-37. Nei play-off persero al primo turno con i San Antonio Spurs (3-2).

## Roster
| N° | Naz.                   | Ruolo | Sportivo            | Anno | Alt. | Peso |
| -- | ---------------------- | ----- | ------------------- | ---- | ---- | ---- |
| 00 | Nigeria (bandiera)     | C     | Olumide Oyedeji     | 1981 | 208  | 109  |
| 1  | Stati Uniti (bandiera) | G     | Shammond Williams   | 1975 | 185  | 91   |
| 4  | Stati Uniti (bandiera) | AC    | Antonio Harvey      | 1970 | 211  | 102  |
| 7  | Stati Uniti (bandiera) | A     | Rashard Lewis       | 1979 | 208  | 98   |
| 9  | Stati Uniti (bandiera) | G     | Randy Livingston    | 1975 | 193  | 95   |
| 14 | Jugoslavia (bandiera)  | C     | Predrag Drobnjak    | 1975 | 211  | 122  |
| 20 | Stati Uniti (bandiera) | G     | Gary Payton         | 1968 | 193  | 82   |
| 24 | Stati Uniti (bandiera) | G     | Desmond Mason       | 1977 | 201  | 102  |
| 25 | Stati Uniti (bandiera) | G     | Earl Watson         | 1979 | 185  | 88   |
| 31 | Stati Uniti (bandiera) | G     | Brent Barry         | 1971 | 198  | 84   |
| 33 | Stati Uniti (bandiera) | C     | Jerome James        | 1975 | 213  | 136  |
| 35 | Stati Uniti (bandiera) | A     | Art Long            | 1972 | 206  | 113  |
| 42 | Stati Uniti (bandiera) | A     | Vin Baker           | 1971 | 211  | 105  |
| 45 | Stati Uniti (bandiera) | A     | Ansu Sesay          | 1976 | 206  | 102  |
| 52 | Stati Uniti (bandiera) | C     | Calvin Booth        | 1976 | 211  | 104  |
| 77 | Jugoslavia (bandiera)  | A     | Vladimir Radmanović | 1980 | 208  | 103  |

## Staff tecnico
- Allenatore: Nate McMillan
- Vice-allenatori: Dwane Casey, Dean Demopoulos, Bob Weiss